# 桐畑
桐畑（きりばたけ）は、神奈川県横浜市神奈川区の町名。住居表示は未実施で、丁目は設けられていない。面積は0.061Km2。

## 地理
神奈川区中南部に位置し、北は反町1・2丁目、西は上反町、南は高島台に接する。南東は第二京浜国道（国道1号）とJR横須賀線・東海道本線・京浜東北線と京急本線の線路を挟み幸ケ谷に接する。第二京浜沿いにサカタのタネのガーデンセンター跡地や学校法人大原学園横浜校2号館、町の西部に横浜市立青木小学校がある。上反町との境の地下に東急東横線反町駅があり、京急本線神奈川駅も近い。

## 歴史
古くは橘樹郡神奈川町大字青木で、1901年（明治34年）4月1日に横浜市に編入。1927年（昭和2年）10月1日に、区制施行により神奈川区青木町の一部となる。1932年（昭和7年）1月1日に、神奈川区青木町字反町の一部から新設。1961年、反町地区の土地区画整理事業に伴い、一部を高島台と上反町に編入するとともに反町と上反町の一部を編入。1974年に台町地区の土地区画整理事業に伴い、高島台の一部編入した。地名研究では、「キリバタ」は開墾地や焼き畑を意味する。

### 第二京浜ガス爆発事故

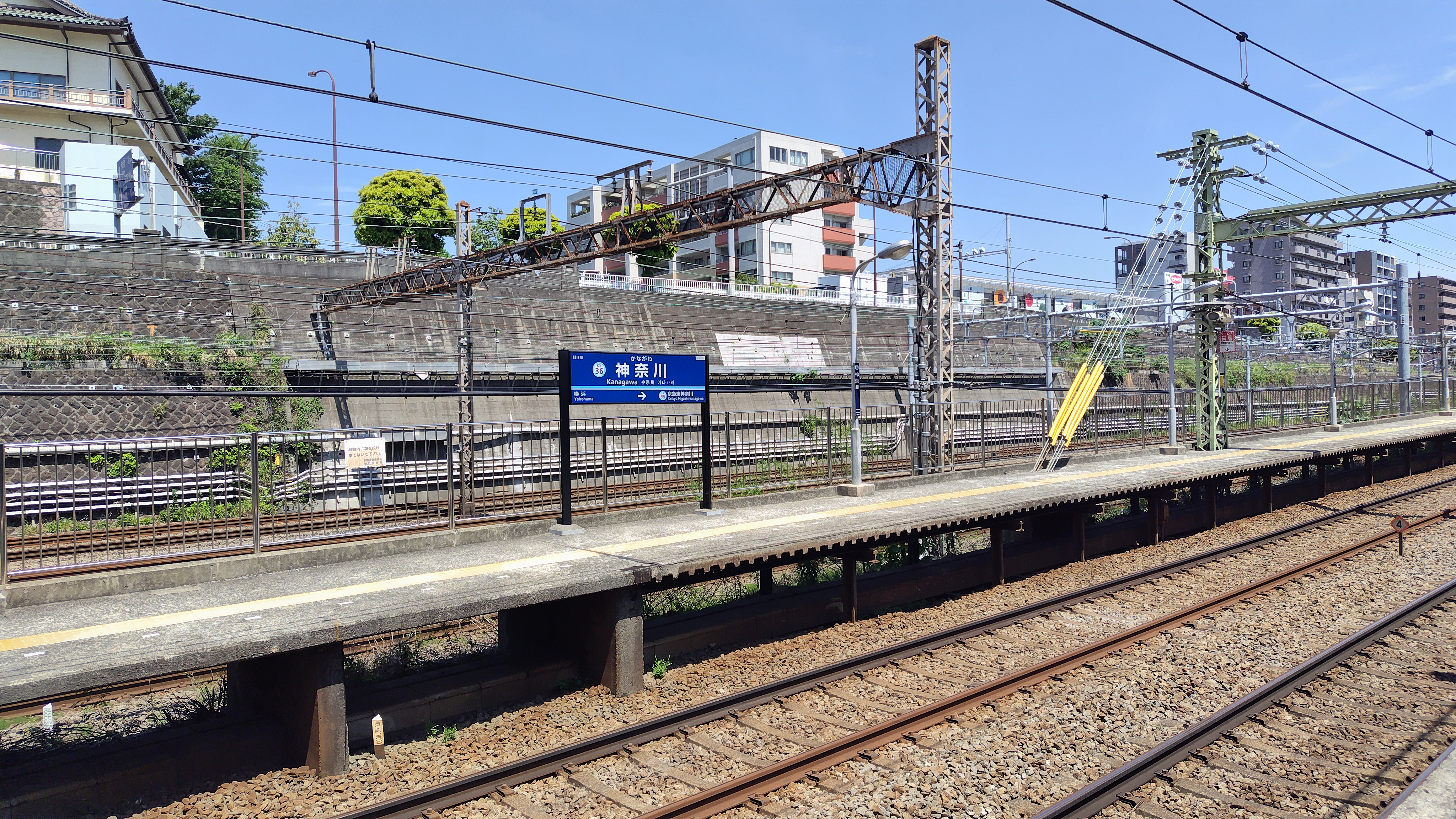
事故現場付近。擁壁の上は第二京浜、その奥が桐畑の街。前後は石垣だがこの区間だけコンクリート擁壁であるのが分かる。

1963年11月6日夜9時40分ごろ、町内を走る第二京浜国道の工事中、作業の手違いで深さ約1.7mを通る直径30cmの水道管を破損。溢れた水により、下を走る国鉄東海道貨物線（現在の横須賀線）に向かって、擁壁が長さ56メートル・幅2メートル、高さ7メートル、7800立方メートルの規模で崩落した。さらに、水道管の下を通っていた、東京ガス鶴見工場から平沼整圧所に通じるガス管も破損し、爆発・炎上した。現場付近の東海道本線を走行中だった急行「筑紫・ぶんご」は現場の約100m手前で緊急停止し難を逃れた。横浜市消防局は付近の建物に放水し延焼防止を図ったが、火元への直接の消火を行わず、配管内のガスが燃え尽きるのを待った。未燃焼のガスが周囲に漂うことによる二次火災や、当時の都市ガスには一酸化炭素が含まれ有毒であるためガス中毒の危険を避けるための措置であり、これは同年1月に東京・深川で6人が死亡した爆発事故の教訓によるものである。ガスの供給停止の手配がとられ、同夜11時50分ごろに鎮火した。神奈川区・西区では最大18000戸が停電した。東海道貨物線に並行する東海道本線、京浜東北線と京急本線は深夜1時ごろまで運転を見合わせ、バスでの代行輸送が行われたほか、横浜市電も横浜駅と新子安の間で運行時間を延長し帰宅客の輸送にあたった。混乱は翌日昼過ぎまで続いた。この事故による、住民や列車の乗客の死傷者は出なかった。

## 世帯数と人口
2025年（令和7年）6月30日現在（横浜市発表）の世帯数と人口は以下の通りである。
| 町丁 | 世帯数  | 人口  |
| ---- | ------- | ----- |
| 桐畑 | 491世帯 | 926人 |

### 人口の変遷
国勢調査による人口の推移。
| 年                 | 人口 |
| ------------------ | ---- |
| 1995年（平成7年）  | 653  |
| 2000年（平成12年） | 676  |
| 2005年（平成17年） | 773  |
| 2010年（平成22年） | 691  |
| 2015年（平成27年） | 722  |
| 2020年（令和2年）  | 791  |

### 世帯数の変遷
国勢調査による世帯数の推移。
| 年                 | 世帯数 |
| ------------------ | ------ |
| 1995年（平成7年）  | 285    |
| 2000年（平成12年） | 325    |
| 2005年（平成17年） | 371    |
| 2010年（平成22年） | 336    |
| 2015年（平成27年） | 368    |
| 2020年（令和2年）  | 418    |

## 学区
市立小・中学校に通う場合、学区は以下の通りとなる（2024年11月時点）。
| 番地 | 小学校             | 中学校               |
| ---- | ------------------ | -------------------- |
| 全域 | 横浜市立青木小学校 | 横浜市立栗田谷中学校 |

## 事業所
2021年（令和3年）現在の経済センサス調査による事業所数と従業員数は以下の通りである。
| 町丁 | 事業所数 | 従業員数 |
| ---- | -------- | -------- |
| 桐畑 | 30事業所 | 339人    |

### 事業者数の変遷
経済センサスによる事業所数の推移。
| 年                 | 事業者数 |
| ------------------ | -------- |
| 2016年（平成28年） | 31       |
| 2021年（令和3年）  | 30       |

### 従業員数の変遷
経済センサスによる従業員数の推移。
| 年                 | 従業員数 |
| ------------------ | -------- |
| 2016年（平成28年） | 351      |
| 2021年（令和3年）  | 339      |

## 施設
- サカタのタネ ガーデンセンター横浜[23] - 2023年(令和5年)12月24日を以て閉店[24] 。跡地は2024年に京浜急行電鉄が取得したが、活用方法は今後検討される[25]。

## 学校
- 横浜市立青木小学校
- 大原医療秘書福祉保育専門学校 横浜校（学校法人大原学園横浜校 2号館）[26]

## その他

### 日本郵便
- 郵便番号 : 221-0832[3]（集配局：神奈川郵便局[27]）

### 警察
町内の警察の管轄区域は以下の通りである。
| 番・番地等 | 警察署       | 交番・駐在所 |
| ---------- | ------------ | ------------ |
| 全域       | 神奈川警察署 | 反町交番     |